# Cyrtopodion kiabii
Cyrtopodion kiabii là một loài thằn lằn trong họ Gekkonidae. Loài này được Ahmadzadeh, Torki & Böhme mô tả khoa học đầu tiên năm 2011.